# سنان آلبایراک
سینان آلبایراک (ترکی استانبولی: Sinan Albayrak؛ زادهٔ ۲۷ فوریهٔ ۱۹۷۳) هنرپیشه، بازیگر سینما، و بازیگر تئاتر اهل ترکیه است. او برادر روزنامه‌نگار و فعال اجتماعی ترکیه‌ای، هاکان آلبایراک است.